# 砕かれた神―ある復員兵の手記―
『砕かれた神―ある復員兵の手記―』（くだかれたかみ あるふくいんへいのしゅき）は旧海軍の志願兵だった渡辺清の日記。復員兵の立場から天皇制廃止論を唱えたものである。

## 概要
復員した著者は天皇が敗戦の責任をとると思っていたが実際はアメリカの計らいで退位もせずのうのうと暮らしていることに疑問を感じ、徐々に天皇制とそれを熱狂的に信奉していた自分に対する疑問を投げかけてゆく。